# Mark Versfeld
Mark Andreas Cornelis Versfeld (* 13. Juni 1976 in Edmonton, Alberta) ist ein ehemaliger kanadischer Schwimmer, der sich auf das Rückenschwimmen spezialisiert hatte. Bei Weltmeisterschaften gewann er einmal Silber und einmal Bronze auf der 50-Meter-Bahn und einmal Silber auf der 25-Meter-Bahn.

## Sportliche Karriere
Der 1,86 Meter große Mark Versfeld schwamm für die Thunderbirds, das Schwimmteam der University of British Columbia und danach für die Pacific Dolphins in Vancouver.
Bei den Pan Pacific Championships 1995 in Atlanta erkämpfte er die Bronzemedaille über 100 Meter Rücken hinter Jeff Rouse und Tripp Schwenk aus den Vereinigten Staaten. Zwei Jahre später in Fukuoka wurde er hinter Lenny Krayzelburg Zweiter über 200 Meter Rücken. Über 100 Meter und mit der 4-mal-100-Meter-Lagenstaffel erschwamm er zwei Bronzemedaillen. Anfang 1998 fanden die Weltmeisterschaften in Perth statt. Lenny Krayzelburg siegte über beide Rückenstrecken. Über 100 Meter schlug Versfeld 0,17 Sekunden hinter dem US-Schwimmer und 0,03 Sekunden vor dem drittplatzierten Deutschen Stev Theloke an. Über 200 Meter gewann der Deutsche Ralf Braun Silber vor Versfeld. Im September 1998 fanden die Commonwealth Games in Kuala Lumpur statt. Versfeld siegte auf beiden Rückenstrecken und erschwamm die Bronzemedaille mit der 4-mal-100-Meter-Lagenstaffel. Im April 1999 bei den Kurzbahnweltmeisterschaften in Hongkong siegte über 200 Meter Rücken der Australier Josh Watson mit einer Dreiviertelsekunde Vorsprung vor Versfeld. Mit der Lagenstaffel belegte Versfeld den fünften Rang. Anfang August 1999 fanden in Winnipeg die Panamerikanischen Spiele statt. Versfeld wurde auf beiden Rückenstrecken Fünfter und erschwamm die Bronzemedaille mit der Lagenstaffel. Drei Wochen später bei den Pan Pacific Championships in Sydney erkämpfte Versfeld mit der Lagenstaffel die Silbermedaille. Bei den Olympischen Spielen 2000 in Sydney war Versfeld nicht mehr in der Form der Vorjahre. Über 100 Meter Rücken schied er als 25. der Vorläufe aus. Chris Renaud erreichte das Halbfinale und schwamm auch in der Lagenstaffel.